# Apexacuta astoreth
Apexacuta astoreth is een vlinder uit de onderfamilie Satyrinae van de familie Nymphalidae. De wetenschappelijke naam van de soort is, als Drucina orsedice var. astoreth, voor het eerst geldig gepubliceerd in 1907 door Otto Thieme.
De typelocatie is Bolivia.